# Asellia patrizii
Asellia patrizii — вид кажанів родини Hipposideridae.

## Середовище проживання
Країни проживання: Еритрея, Ефіопія, Саудівська Аравія. Лаштує сідала в печерах і будівлях на сухих відкритих просторах, таких як напівпустельні луки.

## Поведінка
Літає близько до землі, ловить комах.

## Загрози та охорона
Здається, серйозних загроз нема. Мешкає в Авашському Національного Парку (англ. Awash National Park).